# Sint-Petruskerk (Næstved)
De Sint-Petruskerk (Deens: Sankt Peder kirke) in Næstved, is een gotische kerk op het Deense eiland Seeland en dateert in de huidige vorm van 1375.

## Geschiedenis
Het huidige gotische gebouw verving een oudere romaanse kruiskerk van kalk- en baksteen uit de tweede helft van de 12e eeuw. Deze werd op zijn beurt gebouwd op de plaats van een nog ouder stenen kerkgebouw met twee westelijke torens.

## Beschrijving

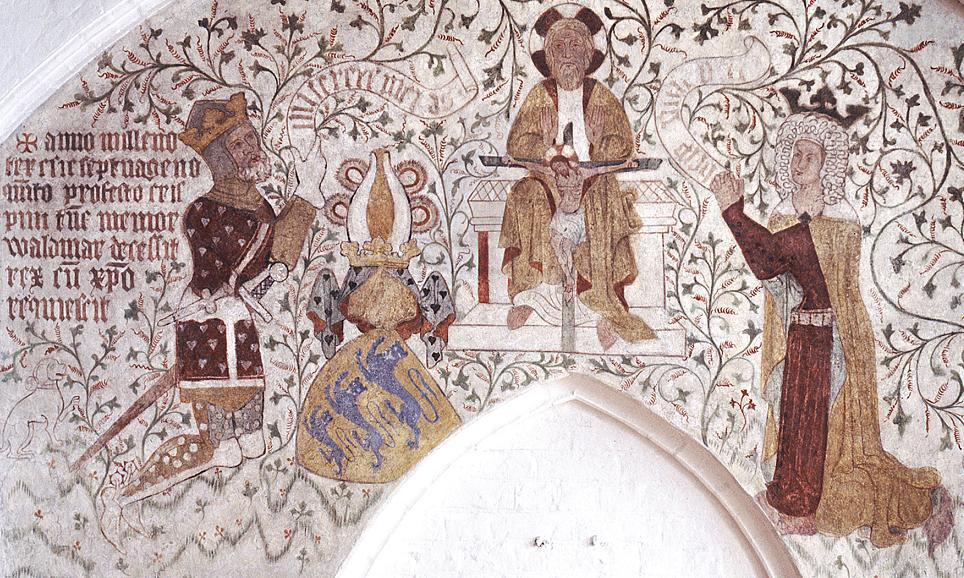
Fresco in het koor

De kerk heeft voornamelijk kruisgewelven, maar in het zuidelijke zijschip is er ook een stergewelf aangebracht.
Het laatromaanse kruisbeeld in het koor komt oorspronkelijk uit de kerk van het nabijgelegen Fodby en bevindt zich nu boven het altaar.
Van de beroemde fresco's in de kerk zijn die van de noordelijke muur van het koor de belangrijkste. Ze stellen koning Waldemar IV en koningin Helvig rond de genadestoel (echter zonder Heilige Geest) voor. In enkele nissen van het koor zijn fresco's te zien van de apostel Thomas en Sint-Laurentius.
Tijdens een renovatie in de jaren 1977-1980 werden fresco's uit het begin van de 15e eeuw in de gewelven van het noordelijke zijschip blootgelegd en in de jaren 1984-1985 gerestaureerd. Onder de sinds de reformatie aangebrachte kalklaag bevinden zich meer fresco's.
De preekstoel van de kerk met aan de kuip voorstellingen van Adam en Eva werd gebouwd door Lorentz Jørgensen uit Holbæk in 1671 en is rijk aan fraai houtsnijwerk. Uit circa 1500 stammen de twee koorbanken en het uit brons gegoten doopvont.
Aan de pilaren en muren van de kerk hangen een groot aantal grafmonumenten uit de 17e eeuw. In het noordelijke zijschip liggen en staan talrijke grafzerken.
Het kerkorgel met 32 registers werd in 1960 door Marcussen & Son uit Aabenraa gebouwd. De oude orgelkas van het orgel van Hans Brebus uit de 16e eeuw bleef bewaard.

## Klokken
In de toren hangt een middeleeuwse klok uit 1488, vernoemd naar Sint-Vitus. Het uurwerk van de toren stamt uit 1736 en werd gemaakt door J.D. Galle uit Næstved.